# (5337) Aoki
(5337) Aoki es un asteroide perteneciente al cinturón exterior de asteroides, descubierto el 6 de junio de 1991 por Satoru Otomo y el también astrónomo Osamu Muramatsu desde Kiyosato, Japón.

## Designación y nombre
Designado provisionalmente como 1991 LD. Fue nombrado Aoki en honor a Masahiro Aoki, astrónomo aficionado y director de la sección de estrellas variables de la Asociación Astronómica Oriental durante el período 1969-1984. Con sus contribuciones popularizó la astronomía, se preocupó por la protección del medio ambiente natural y participó activamente en la lucha contra la contaminación lumínica.

## Características orbitales
Aoki está situado a una distancia media del Sol de 3,202 ua, pudiendo alejarse hasta 3,500 ua y acercarse hasta 2,903 ua. Su excentricidad es 0,093 y la inclinación orbital 6,433 grados. Emplea 2092,82 días en completar una órbita alrededor del Sol.

## Características físicas
La magnitud absoluta de Aoki es 11,7. Tiene 30,782 km de diámetro y su albedo se estima en 0,034. 